# Mezinárodní letiště Maskat

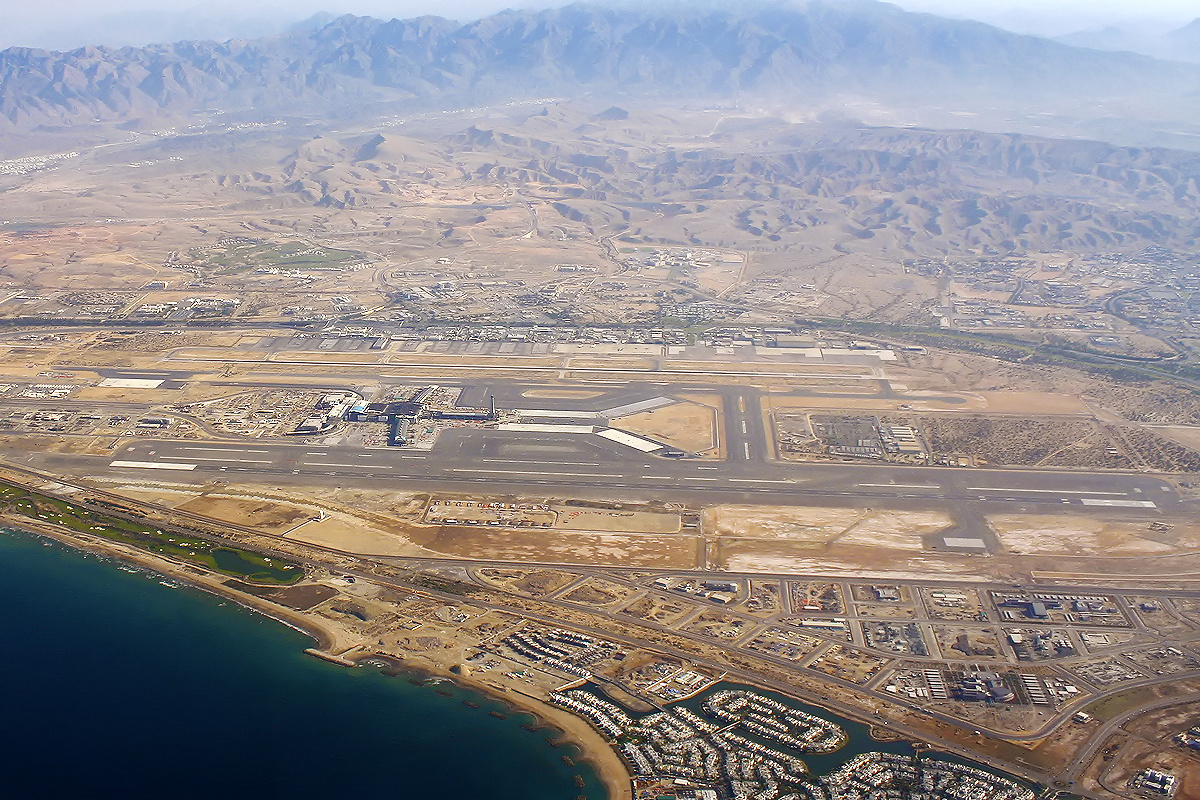
Pohled ze vzduchu

Mezinárodní letiště Maskat (anglicky Muscat International Airport, arabsky مطار مسقط الدولي‎) (IATA: MCT, ICAO: OOMS) je mezinárodní letiště v Ománu, poblíž hlavního města Maskat. Provoz zahájilo v roce 1973, je největším letištěm v zemi. Slouží jako hlavní pojítko Ománu se světem a hraje klíčovou roli v obchodu a cestovním ruchu. Přední mezinárodní letecké společnosti mají zdejší letiště začleněné ve svých letech, což usnadňuje možnost Ománců cestovat do vzrůstajícího množství světových destinací. Hlavní základnu tu má domovská společnost Oman Air.